# RAF Mildenhall
Royal Air Force Base Mildenhall, vanligen benämnd som RAF Mildenhall, är en militär flygplats (IATA: MHZ, ICAO: EGUN) tillhörande Storbritanniens försvarsministerium som är belägen i sydöstra England i grevskapet Suffolk. 
Basen invigdes 1934 och under andra världskriget användes den av RAF Bomber Command. Sedan 1959 är basen helt upplåten till förband från USA:s flygvapen. Från 2015 fanns det planer på att upphöra med verksamheten på RAF Mildenhall år 2023, planer som 2020 sköts upp till 2027.
I närområdet finns RAF Lakenheath, även den en flygbas som är helt upplåten till amerikanska flygvapenförband. 100th Air Refuelling Wing, som ingår i United States Air Forces in Europe, är basens värdförband.

## Förband
Värdförbandet för RAF Mildenhall, 100th Air Refueling Wing, aktiverades under 1992 och är det enda amerikanska lufttankningsförbandet som är permanent stationerat i Europa.
| Vapensköld | Namn                         | Förkortning | Smeknamn         | Flygplanstyp                      | Ingår i | Not   |
|            | 100th Air Refueling Wing     | 100 ARW     | Bloody Hundredth | KC-135 Stratotanker               | USAFE   | [ 4 ] |
|            | 352d Special Operations Wing | 352 SOW     |                  | CV-22B Osprey MC-130J Commando II | AFSOC   | [ 5 ] |

På RAF Mildenhall finns även två mindre detachement från Air Combat Command och Air Mobility Command.